# ویلی استیتمن
ویلی استیتمن (انگلیسی: Wylie Stateman) یک تدوینگر صدای اهل ایالات متحده آمریکا است. وی از سال ۱۹۸۰ میلادی تاکنون مشغول فعالیت بوده‌است. و ۹ مرتبه نامزدی اسکار تدوین صدا را در کارنامه هنری خود دارد.